# 拉帕诺
拉帕诺（義大利語：Lappano），是意大利科森扎省的一个市镇。总面积12平方公里，人口982人，人口密度81.8人/平方公里（2009年）。ISTAT代码为078065。